# Taula de canvi

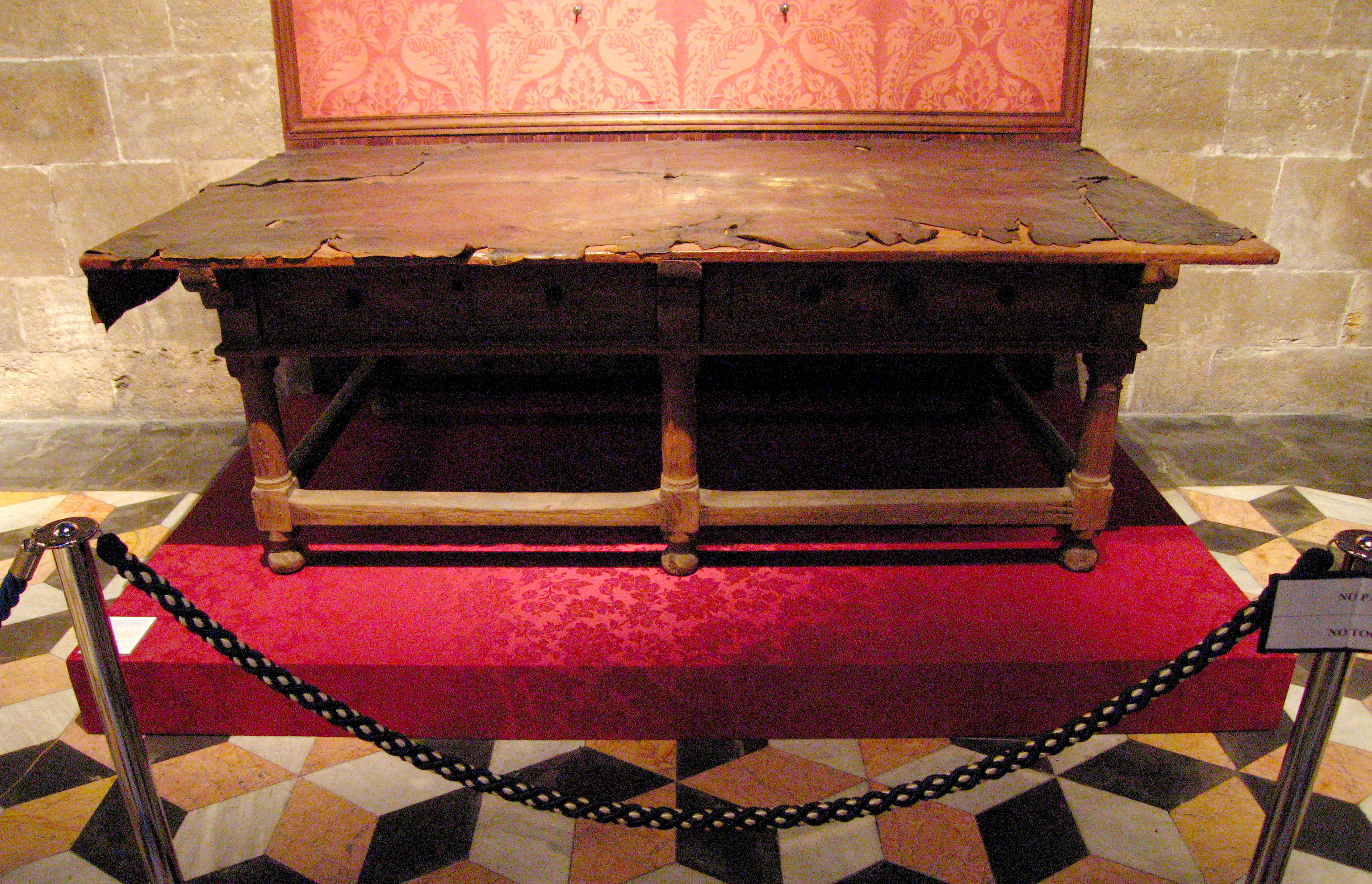
La Taula de Canvis i Depòsits di Valencia

La taula de canvi ("tavola di cambio" in catalano) era un'istituzione finanziaria tipica delle città della Corona di Aragona, che facilitava la circolazione dei capitali in un'epoca, il tardo medioevo, di crescita della navigazione e del commercio internazionale. 
Le taules sono considerate l'antecedente diretto delle "banche pubbliche".  Esse furono create dalle amministrazioni municipali per evitare che i risparmiatori perdessero tutti i loro depositi, come avveniva quando fallivano i banchieri privati, che investivano il denaro raccolto in operazioni commerciali soggette al rischio economico e a quello del mare. Le taules svolgevano il servizio di tesoreria (e perciò la riscossione delle imposte) per gli enti pubblici e per i depositi giudiziari. Inoltre accettavano i depositi dei privati, che erano garantiti dal Comune..
I fondi così raccolti potevano essere dati in prestito solo al Regno e alla Città. Attraverso la riscossione delle imposte e la concessione dei prestiti agli enti pubblici, la taula gestiva il debito pubblico.

## Barcellona
La taula de canvi di Barcellona, nel Principato di Catalogna, fu aperta nel 1401 sotto la Llotja de Barcelona: il bancone era coperto da un drappo con lo stemma della città. È perciò considerata il primo "banco pubblico" d'Europa.
La Taula aveva il compito di concedere prestiti al re ed al Consiglio cittadino.

## Valencia
La Taula de Canvis i Depòsits della Città di Valencia fu istituita nel 1407 a imitazione di quella di Barcellona.
Questa prima Taula de Canvis i Depòsits de la Ciutat de València fu soppressa nel 1416. Più di un secolo dopo, nel 1519 fu aperta una Nova Taula, che durò fino al 1649. Per un periodo ebbe sede nella Lonja de la Seda, che era il centro mercantile della città Nel 1649 fu fondata la Taula Novíssima, che continuò l'attività fino ai "decreti di Nueva Planta" del 1707. Con l'abolizione dei fueros scomparve definitivamente nel 1719.

## Altre sedi
Taules furono istituite anche a Gerona (1445), Maiorca (1507), Vic (1583), Lleida (1585).